# Monestiés
Monestiés (en occitan Monestièr) est une commune française située dans le département du Tarn, en région Occitanie. Sur le plan historique et culturel, la commune est dans le Ségala, un territoire s'étendant sur les départements du Tarn et de l'Aveyron, constitué de longs plateaux schisteux, morcelés d'étroites vallées.
Exposée à un climat océanique altéré, elle est drainée par le Cérou, le Céret, le ruisseau de Candour, la Zère et par divers autres petits cours d'eau. La commune possède un patrimoine naturel remarquable composé d'une zone naturelle d'intérêt écologique, faunistique et floristique.
Monestiés est une commune rurale qui compte 1 385 habitants en 2022. Elle est dans l'agglomération de Carmaux et fait partie de l'aire d'attraction d'Albi. Ses habitants sont appelés les Monestiesains ou  Monestiesaines.

## Géographie

### Localisation
Monestiés est située à quelques kilomètres de Carmaux près d'Albi dans le département du Tarn. C'était la capitale de la vallée du Cérou sur la ligne de Carmaux à Vindrac en Albigeois.

### Communes limitrophes
Les communes limitrophes sont  Almayrac, Carmaux, Combefa, Labastide-Gabausse, Le Ségur, Montirat, Saint-Benoît-de-Carmaux, Salles, Trévien et Virac.
| Le Ségur                  | Montirat  | Trévien                          |
| Salles                    | Monestiés | Almayrac                         |
| Virac, Labastide-Gabausse | Combefa   | Carmaux, Saint-Benoît-de-Carmaux |

### Hydrographie
La commune est dans le bassin de la Garonne, au sein du bassin hydrographique Adour-Garonne. Elle est drainée par le Cérou, le Céret, le ruisseau de Candour, la Zère, le ruisseau de Barret et par divers petits cours d'eau, qui constituent un réseau hydrographique de 21 km de longueur totale,.
Le Cérou, d'une longueur totale de 87,1 km, prend sa source dans la commune de Saint-Jean-Delnous et s'écoule d'est en ouest. Il traverse la commune et se jette dans l'Aveyron à Varen, après avoir traversé 23 communes.

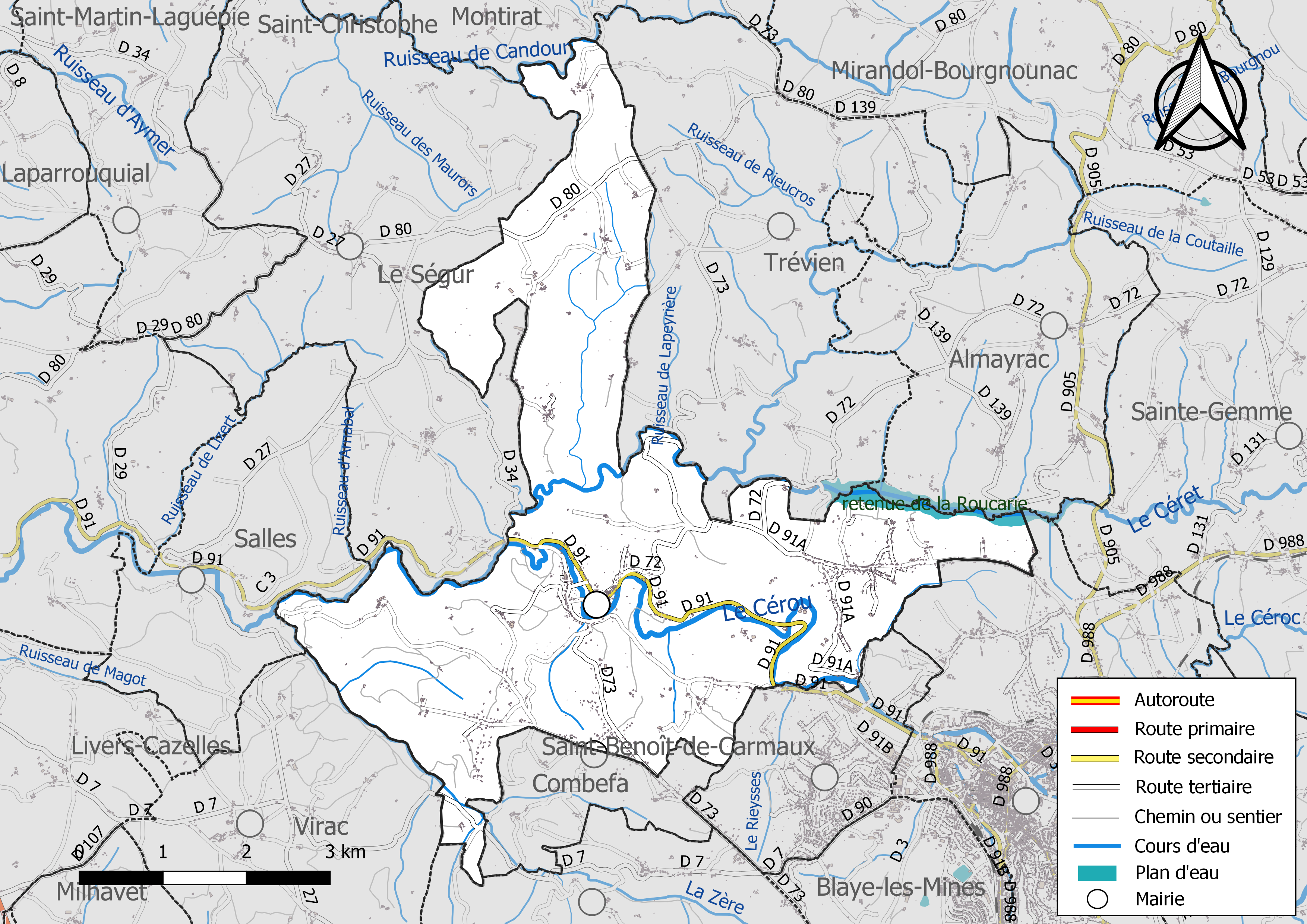
Réseaux hydrographique et routier de Monestiés.

Le Céret, d'une longueur totale de 28,5 km, prend sa source dans la commune de Montauriol et s'écoule d'est en ouest. Il traverse la commune et se jette dans le Cérou au Ségur, après avoir traversé 10 communes.
Le ruisseau de Candour, d'une longueur totale de 19,1 km, prend sa source dans la commune de Mirandol-Bourgnounac et s'écoule d'est en ouest. Il traverse la commune et se jette dans le Viaur à Saint-André-de-Najac, après avoir traversé 9 communes.

### Climat
Pour des articles plus généraux, voir Climat de l'Occitanie et Climat du Tarn.
En 2010, le climat de la commune est de type climat du Bassin du Sud-Ouest, selon une étude du Centre national de la recherche scientifique s'appuyant sur une série de données couvrant la période 1971-2000. En 2020, Météo-France publie une typologie des climats de la France métropolitaine dans laquelle la commune est exposée à un climat océanique altéré et est dans une zone de transition entre les régions climatiques « Aquitaine, Gascogne » et « Sud-est du Massif Central ».
Pour la période 1971-2000, la température annuelle moyenne est de 12,7 °C, avec une amplitude thermique annuelle de 15,8 °C. Le cumul annuel moyen de précipitations est de 862 mm, avec 10,8 jours de précipitations en janvier et 6 jours en juillet. Pour la période 1991-2020, la température moyenne annuelle observée sur la station météorologique de Météo-France la plus proche, « Albi », sur la commune du Sequestre à 17 km à vol d'oiseau, est de 13,8 °C et le cumul annuel moyen de précipitations est de 733,9 mm. 
La température maximale relevée sur cette station est de 42,3 °C, atteinte le 23 août 2023 ; la température minimale est de −20,4 °C, atteinte le 16 janvier 1985,,.
Les paramètres climatiques de la commune ont été estimés pour le milieu du siècle (2041-2070) selon différents scénarios d'émission de gaz à effet de serre à partir des nouvelles projections climatiques de référence DRIAS-2020. Ils sont consultables sur un site dédié publié par Météo-France en novembre 2022.

### Milieux naturels et biodiversité

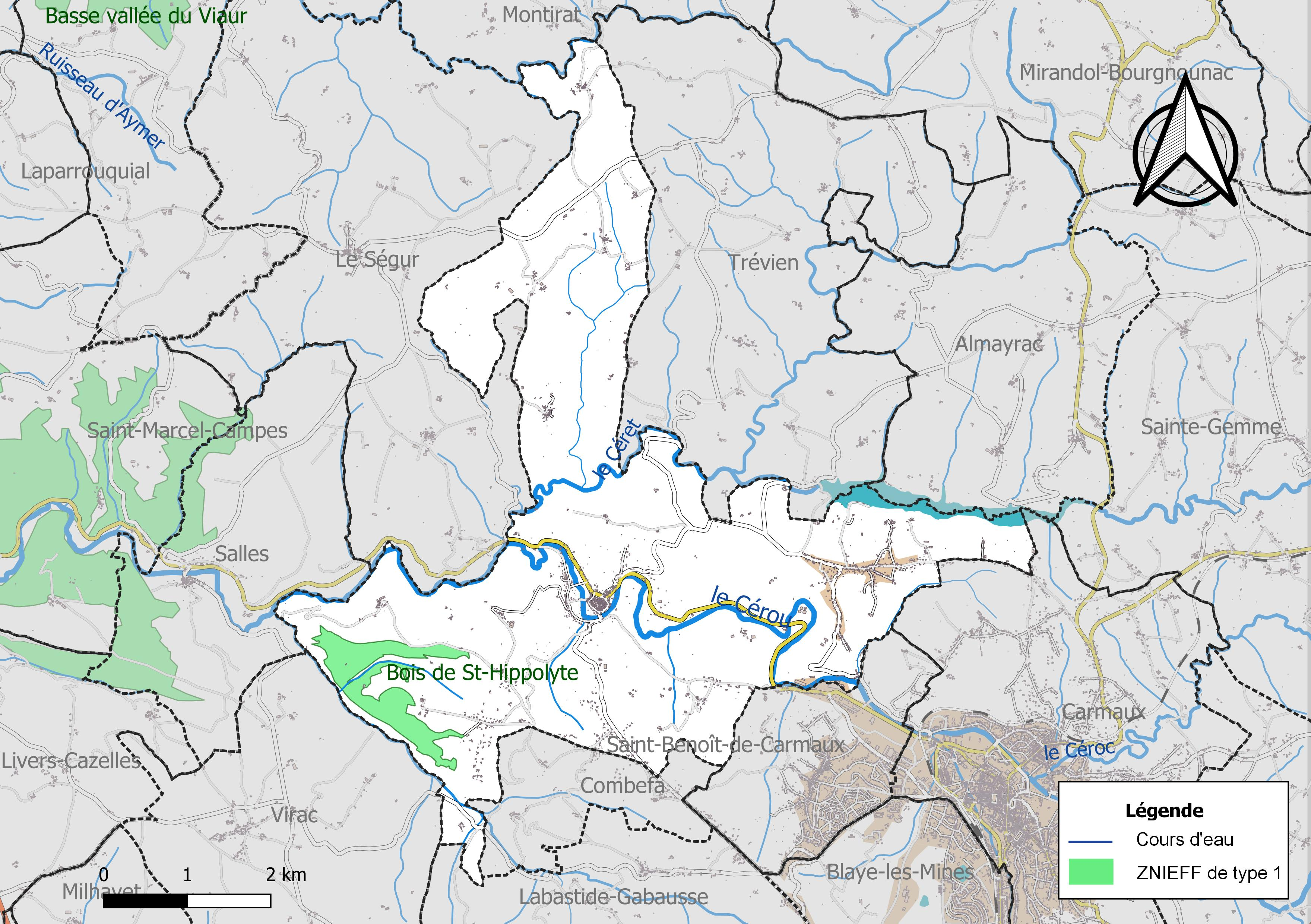
Carte de la ZNIEFF de type 1 localisée sur la commune.

L’inventaire des zones naturelles d'intérêt écologique, faunistique et floristique (ZNIEFF) a pour objectif de réaliser une couverture des zones les plus intéressantes sur le plan écologique, essentiellement dans la perspective d’améliorer la connaissance du patrimoine naturel national et de fournir aux différents décideurs un outil d’aide à la prise en compte de l’environnement dans l’aménagement du territoire.
Une ZNIEFF de type 1 est recensée sur la commune :
le « bois de St-Hippolyte » (93 ha).

## Urbanisme

### Typologie
Au 1er janvier 2024, Monestiés est catégorisée commune rurale à habitat dispersé, selon la nouvelle grille communale de densité à sept niveaux définie par l'Insee en 2022.
Elle appartient à l'unité urbaine de Carmaux, une agglomération intra-départementale regroupant sept  communes, dont elle est une commune de la banlieue,,. Par ailleurs la commune fait partie de l'aire d'attraction d'Albi, dont elle est une commune de la couronne,. Cette aire, qui regroupe 91 communes, est catégorisée dans les aires de 50 000 à moins de 200 000 habitants,.

### Occupation des sols
L'occupation des sols de la commune, telle qu'elle ressort de la base de données européenne d’occupation biophysique des sols Corine Land Cover (CLC), est marquée par l'importance des territoires agricoles (73,2 % en 2018), une proportion identique à celle de 1990 (73,2 %). La répartition détaillée en 2018 est la suivante : 
zones agricoles hétérogènes (33,7 %), forêts (24,2 %), prairies (23,3 %), terres arables (16,2 %), zones urbanisées (1,3 %), eaux continentales (1,1 %), zones industrielles ou commerciales et réseaux de communication (0,1 %). L'évolution de l’occupation des sols de la commune et de ses infrastructures peut être observée sur les différentes représentations cartographiques du territoire : la carte de Cassini (XVIIIe siècle), la carte d'état-major (1820-1866) et les cartes ou photos aériennes de l'IGN pour la période actuelle (1950 à aujourd'hui).

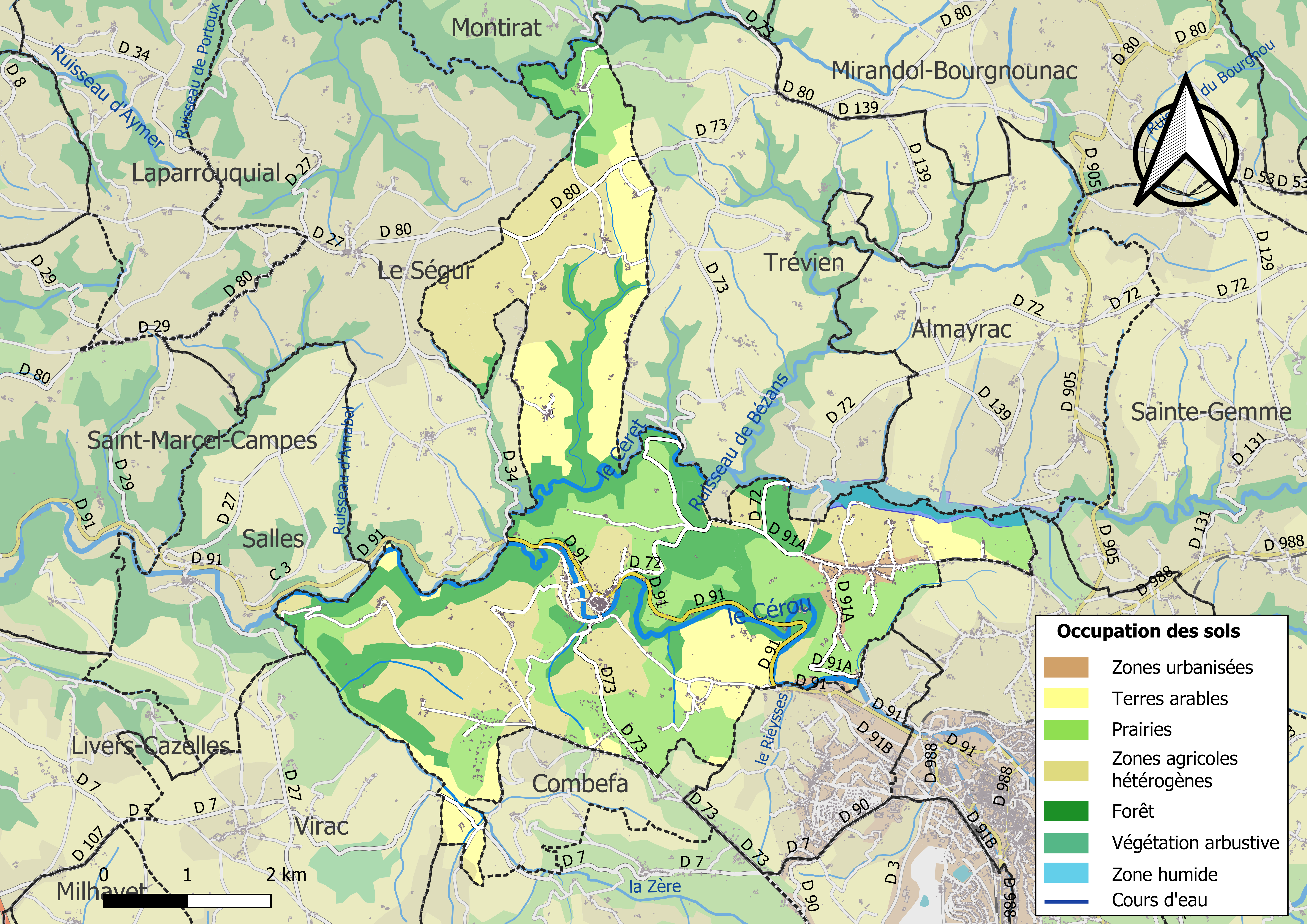
Carte des infrastructures et de l'occupation des sols de la commune en 2018 (CLC).

### Risques majeurs
Le territoire de la commune de Monestiés est vulnérable à différents aléas naturels : météorologiques (tempête, orage, neige, grand froid, canicule ou sécheresse), inondations, mouvements de terrains et séisme (sismicité très faible). Il est également exposé à deux risques technologiques, le transport de matières dangereuses et la rupture d'un barrage, et à un risque particulier : le risque de radon. Un site publié par le BRGM permet d'évaluer simplement et rapidement les risques d'un bien localisé soit par son adresse soit par le numéro de sa parcelle.

#### Risques naturels
Certaines parties du territoire communal sont susceptibles d’être affectées par le risque d’inondation par débordement de cours d'eau, notamment le Cérou, le Céret et le ruisseau de Candour. La cartographie des zones inondables en ex-Midi-Pyrénées réalisée dans le cadre du XIe Contrat de plan État-région, visant à informer les citoyens et les décideurs sur le risque d’inondation, est accessible sur le site de la DREAL Occitanie. La commune a été reconnue en état de catastrophe naturelle au titre des dommages causés par les inondations et coulées de boue survenues en 1982, 1992, 2003, 2011 et 2021,.
Monestiés est exposée au risque de feu de forêt. En 2022, il n'existe pas de Plan de Prévention des Risques incendie de forêt (PPRif). Le débroussaillement aux abords des maisons constitue l’une des meilleures protections pour les particuliers contre le feu,.

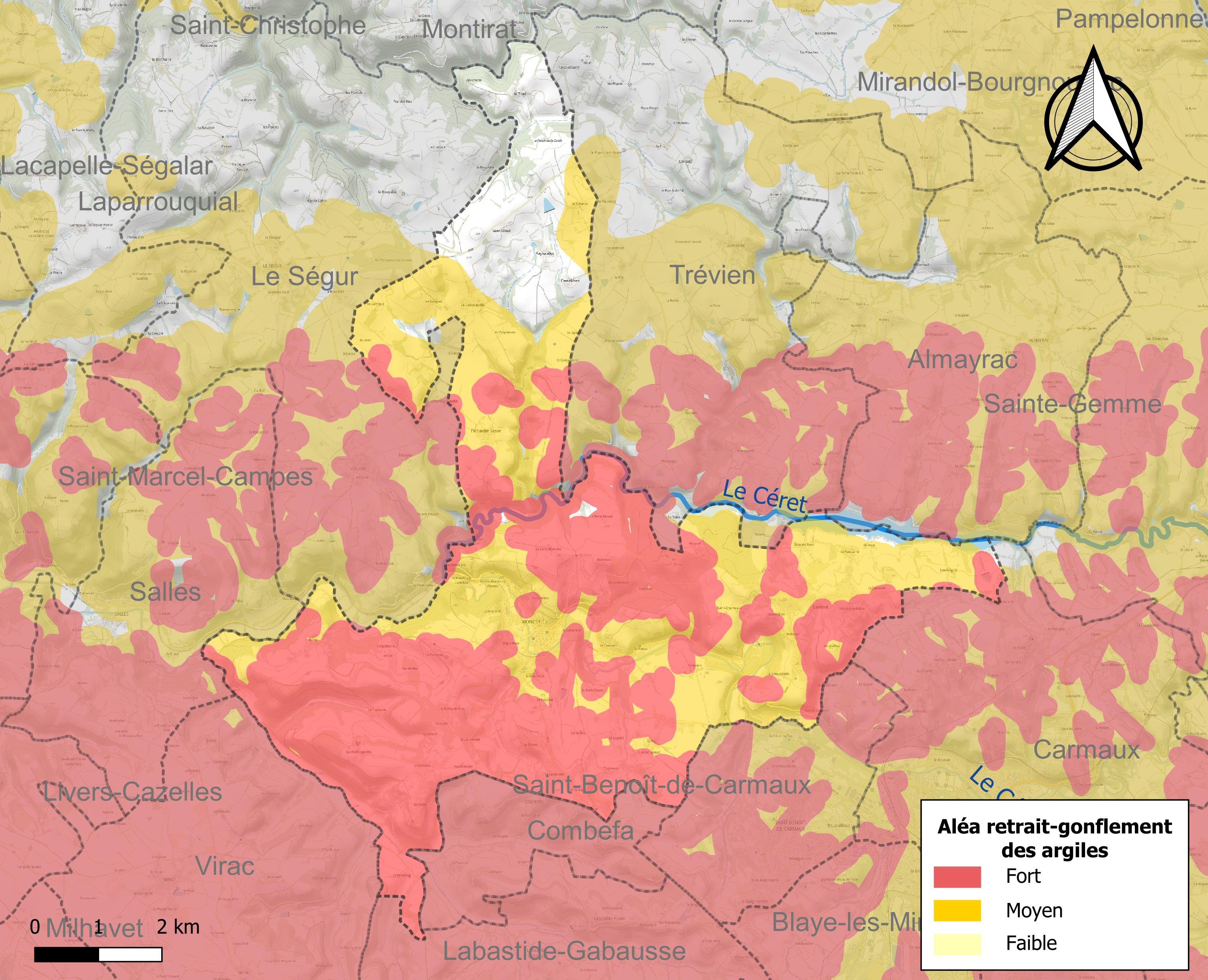
Carte des zones d'aléa retrait-gonflement des sols argileux de Monestiés.

La commune est vulnérable au risque de mouvements de terrains constitué principalement du retrait-gonflement des sols argileux. Cet aléa est susceptible d'engendrer des dommages importants aux bâtiments en cas d’alternance de périodes de sécheresse et de pluie. 87,5 % de la superficie communale est en aléa moyen ou fort (76,3 % au niveau départemental et 48,5 % au niveau national). Sur les 686 bâtiments dénombrés sur la commune en 2019, 665 sont en aléa moyen ou fort, soit 97 %, à comparer aux 90 % au niveau départemental et 54 % au niveau national. Une cartographie de l'exposition du territoire national au retrait gonflement des sols argileux est disponible sur le site du BRGM,.
Par ailleurs, afin de mieux appréhender le risque d’affaissement de terrain, l'inventaire national des cavités souterraines permet de localiser celles situées sur la commune.

#### Risques technologiques
Le risque de transport de matières dangereuses sur la commune est lié à sa traversée par des infrastructures routières ou ferroviaires importantes ou la présence d'une canalisation de transport d'hydrocarbures. Un accident se produisant sur de telles infrastructures est susceptible d’avoir des effets graves sur les biens, les personnes ou l'environnement, selon la nature du matériau transporté. Des dispositions d’urbanisme peuvent être préconisées en conséquence.
La commune est en outre située en aval d'un barrage de classe A. À ce titre elle est susceptible d’être touchée par l’onde de submersion consécutive à la rupture de cet ouvrage.

#### Risque particulier
Dans plusieurs parties du territoire national, le radon, accumulé dans certains logements ou autres locaux, peut constituer une source significative d’exposition de la population aux rayonnements ionisants. Certaines communes du département sont concernées par le risque radon à un niveau plus ou moins élevé. Selon la classification de 2018, la commune de Monestiés est classée en zone 3, à savoir zone à potentiel radon significatif.

## Toponymie
Le toponyme « Monestiés » dérive de l'occitan « Monestier » qui désigne dans cette langue un monastère. Sa forme latinisé « Monasterio » est attestée plusieurs fois au Moyen Âge.

## Histoire
Dans la première moitié du Xe siècle, le lieu de culte et ce qui l’entoure sont donnés à Déodat, abbé de Saint-Salvy, collégiale d’Albi, par Louis IV d’Outremer. Le nom de village Monasterio apparait pour la première fois dans les textes. Il rappelle cette appartenance monastique, peut-être aussi l’existence d’un petit monastère qui aurait pu être construit sur l’ordre de l’abbé pour abriter quelques moines chargés du culte.
L’occupation du site est plus ancienne encore : à 600 mètres du village, un oppidum établi à la confluence du Cérou et du Céret montre qu'à l'âge de fer, des hommes vivaient déjà dans la vallée. Quelques siècles plus tard, ils quitteront les hauteurs pour s'installer sur le site, près de la voie romaine reliant Rodez à Toulouse.
En 1229, à la fin de la croisade des Albigeois, le site devient fief des évêques d'Albi. Un co-seigneur est chargé de sa protection. Contrairement au développement des bastides caractéristiques de cette époque, le village se construit de manière concentrique autour de son église.
Au XIIIe siècle, un hôpital est construit en dehors des fortifications pour abriter les pèlerins de Saint-Jacques, dont une voie secondaire passe par la ville. L'église est reconstruite en 1550 sur un plan gothique, sur les fondations de l'ancienne église romane.
L'essor économique régional du XVIIIe siècle amène le développement du village. Des écrits indiquent qu'il compta jusque 23 marchands et 13 marchés par an. Le village se développe essentiellement autour du tissage du chanvre et du commerce des ânes. À cette époque les douves sont comblées et les remparts détruits pour permettre l'extension du village.
Au XIXe siècle, l'arrivée de cotonnades importées et le développement de la production du charbon dans le bassin de Carmaux vont faire péricliter les tisserands locaux et amener le déclin du village.

### Héraldique
| Monestiés | Son blasonnement est : De gueules à la tour accostée de deux étoiles, surmontée de deux clefs passées en sautoir, cantonnées à dextre d'un soleil et à senestre d'une lune, le tout d'argent. |

## Politique et administration

### Liste des maires
| Période                                  | Période   | Identité       | Étiquette | Qualité                        |
| ---------------------------------------- | --------- | -------------- | --------- | ------------------------------ |
| 1974                                     | mars 1983 | Maurice Martin |           |                                |
| mars 1983                                | en cours  | Denis Marty    | PS        | Conseiller général (2008-2014) |
| Les données manquantes sont à compléter. |           |                |           |                                |

## Démographie
| 1793  | 1800  | 1806  | 1821  | 1831  | 1836  | 1841  | 1846  | 1851  |
| ----- | ----- | ----- | ----- | ----- | ----- | ----- | ----- | ----- |
| 1 243 | 1 210 | 1 334 | 1 447 | 1 467 | 1 499 | 1 564 | 1 587 | 1 600 |

| 1856  | 1861  | 1866  | 1872  | 1876  | 1881  | 1886  | 1891  | 1896  |
| ----- | ----- | ----- | ----- | ----- | ----- | ----- | ----- | ----- |
| 1 555 | 1 596 | 1 627 | 1 568 | 1 545 | 1 499 | 1 487 | 1 388 | 1 403 |

| 1901  | 1906  | 1911  | 1921  | 1926  | 1931  | 1936  | 1946  | 1954  |
| ----- | ----- | ----- | ----- | ----- | ----- | ----- | ----- | ----- |
| 1 349 | 1 324 | 1 289 | 1 205 | 1 298 | 1 264 | 1 215 | 1 195 | 1 437 |

| 1962  | 1968  | 1975  | 1982  | 1990  | 1999  | 2006  | 2011  | 2016  |
| ----- | ----- | ----- | ----- | ----- | ----- | ----- | ----- | ----- |
| 1 322 | 1 234 | 1 222 | 1 304 | 1 361 | 1 362 | 1 310 | 1 421 | 1 371 |

| 2021  | 2022  | - | - | - | - | - | - | - |
| ----- | ----- | - | - | - | - | - | - | - |
| 1 376 | 1 385 | - | - | - | - | - | - | - |

## Économie

### Revenus
En 2018, la commune compte 557 ménages fiscaux, regroupant 1 207 personnes. La médiane du revenu disponible par unité de consommation est de 20 660 € (20 400 € dans le département).

### Emploi
|                | 2008  | 2013  | 2018  |
| -------------- | ----- | ----- | ----- |
| Commune        | 8,2 % | 5,9 % | 8,4 % |
| Département    | 8,2 % | 9,9 % | 10 %  |
| France entière | 8,3 % | 10 %  | 10 %  |

En 2018, la population âgée de 15 à 64 ans s'élève à 741 personnes, parmi lesquelles on compte 69,8 % d'actifs (61,4 % ayant un emploi et 8,4 % de chômeurs) et 30,2 % d'inactifs,. En  2018, le taux de chômage communal (au sens du recensement) des 15-64 ans est inférieur à celui de la France et département, alors qu'en 2008 il était supérieur à celui du département et inférieur à celui de la France.
La commune fait partie de la couronne de l'aire d'attraction d'Albi, du fait qu'au moins 15 % des actifs travaillent dans le pôle,. Elle compte 288 emplois en 2018, contre 312 en 2013 et 271 en 2008. Le nombre d'actifs ayant un emploi résidant dans la commune est de 461, soit un indicateur de concentration d'emploi de 62,4 % et un taux d'activité parmi les 15 ans ou plus de 44,1 %.
Sur ces 461 actifs de 15 ans ou plus ayant un emploi, 131 travaillent dans la commune, soit 29 % des habitants. Pour se rendre au travail, 90,6 % des habitants utilisent un véhicule personnel ou de fonction à quatre roues, 1,3 % les transports en commun, 4,2 % s'y rendent en deux-roues, à vélo ou à pied et 3,9 % n'ont pas besoin de transport (travail au domicile).

### Activités hors agriculture

#### Secteurs d'activités
100 établissements sont implantés  à Monestiés au 31 décembre 2019. Le tableau ci-dessous en détaille le nombre par secteur d'activité et compare les ratios avec ceux du département,.
| Secteur d'activité                                                                                        | Commune | Commune | Département |
| Secteur d'activité                                                                                        | Nombre  | %       | %           |
| --- | ------- | ------- | ----------- |
| Ensemble                                                                                                  | 100     |         |             |
| Industrie manufacturière, industries extractives et autres                                                | 12      | 12 %    | (13 %)      |
| Construction                                                                                              | 23      | 23 %    | (12,5 %)    |
| Commerce de gros et de détail, transports, hébergement et restauration                                    | 20      | 20 %    | (26,7 %)    |
| Activités immobilières                                                                                    | 5       | 5 %     | (4,2 %)     |
| Activités spécialisées, scientifiques et techniques et activités de services administratifs et de soutien | 19      | 19 %    | (13,8 %)    |
| Administration publique, enseignement, santé humaine et action sociale                                    | 13      | 13 %    | (15,5 %)    |
| Autres activités de services                                                                              | 8       | 8 %     | (9 %)       |

Le secteur de la construction est prépondérant sur la commune puisqu'il représente 23 % du nombre total d'établissements de la commune (23 sur les 100 entreprises implantées  à Monestiés), contre 12,5 % au niveau départemental.

#### Entreprises et commerces
L'entreprise ayant son siège social sur le territoire communal qui génère le plus de chiffre d'affaires en 2020 est : 
- JBD Construction, travaux de maçonnerie générale et gros œuvre de bâtiment (218 k€)

### Agriculture
La commune est dans le Segala, une petite région agricole située dans le nord-est du département du Tarn. C’est la relative pauvreté du sol de cette région où ne poussait jadis que le seigle qui a donné son nom à cette aire géographique. Situé en moyenne altitude, le Ségala s’étend sur des territoires vallonnés et riches en schiste. En 2020, l'orientation technico-économique de l'agriculture  sur la commune est la polyculture et/ou le polyélevage.
|               | 1988  | 2000  | 2010  | 2020  |
| ------------- | ----- | ----- | ----- | ----- |
| Exploitations | 71    | 39    | 25    | 24    |
| SAU (ha)      | 1 691 | 1 462 | 1 260 | 1 269 |

Le nombre d'exploitations agricoles en activité et ayant leur siège dans la commune est passé de 71 lors du recensement agricole de 1988  à 39 en 2000 puis à 25 en 2010 et enfin à 24 en 2020, soit une baisse de 66 % en 32 ans. Le même mouvement est observé à l'échelle du département qui a perdu pendant cette période 58 % de ses exploitations,. La surface agricole utilisée sur la commune a également diminué, passant de 1 691 ha en 1988 à 1 269 ha en 2020. Parallèlement la surface agricole utilisée moyenne par exploitation a augmenté, passant de 24 à 53 ha.

## Culture locale et patrimoine

### Lieux et monuments
- Croix de Salvetat : menhir christianisé, classé au titre des monuments historiques depuis le 4 juin 1981[39].

Le village est ceinturé par les lices – promenades occupant l’emplacement des fossés et des anciens remparts – les maisons se tassent autour de l’église Saint-Pierre, dans une boucle de la rivière, sur le chemin de Saint-Jacques-de-Compostelle.

### Église Saint-Pierre de Monestiés
L'église Saint-Pierre de Monestiés, construite en 1550. Elle appartient au groupe des édifices gothiques méridionaux, avec son chevet à cinq pans, trois travées et cinq chapelles latérales entre les contreforts. Elle a été édifiée sur les vestiges d’une église romane qui aurait été détruite lors des guerres de Religion. Flanqué d’une tourelle, le clocher abritant une cloche coulée en 1599, s’élève à 20 mètres. Le clocher et chœur ont été classés au titre des monuments historiques en 1979. L'église (à l'exclusion des parties classées) a été inscrit au titre des monuments historiques en 1979. Plusieurs objets sont référencés dans la base Palissy (voir les notices liées).
- Le musée Bajén-Vega : cette ancienne maison seigneuriale, siège de l'office de Tourisme, abrite les œuvres d'un couple de peintres espagnols ayant fui le franquisme.
- Église Saint-Hippolyte de Monestiés. L'édifice a été inscrit au titre des monuments historiques en 1927[41]. Plusieurs objets sont référencés dans la base Palissy (voir les notices liées)[41].
- Église Saint-Jacques de Camalières.
- Chapelle de Canitrot.
- Chapelle Sainte-Cécile-de-Sabin de La Goussaudié.
- Chapelle Saint-Jacques de Monestiés. cette ancienne chapelle de l'hôpital abrite une mise au tombeau en pierre sculptée réalisée pour les évêques d'Albi au XVe siècle, ainsi que le mobilier (stalles) qui ornaient la chapelle du château de Combefa.
- château de Saint-Hippolyte.

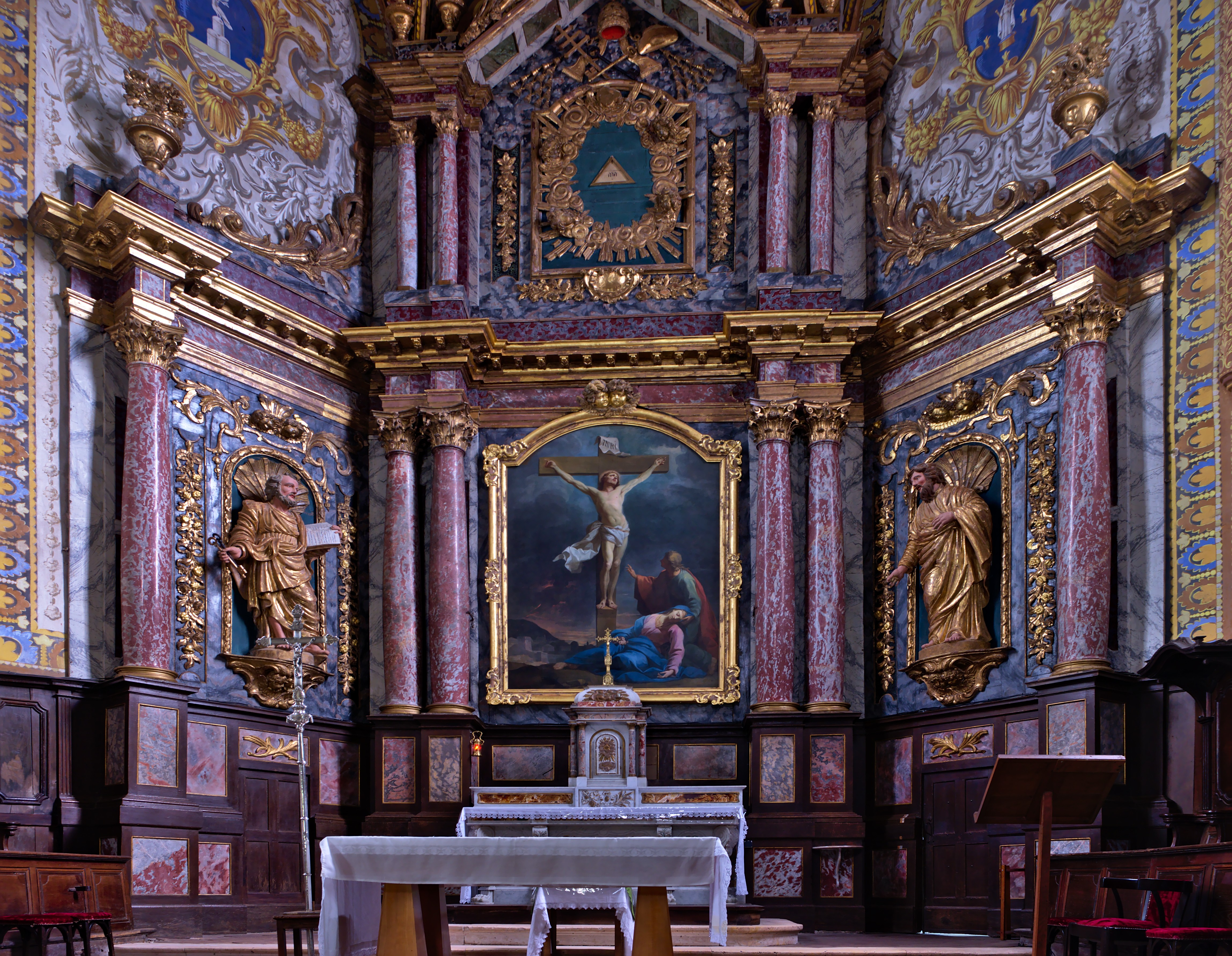
Chœur de l'église Saint-Pierre.
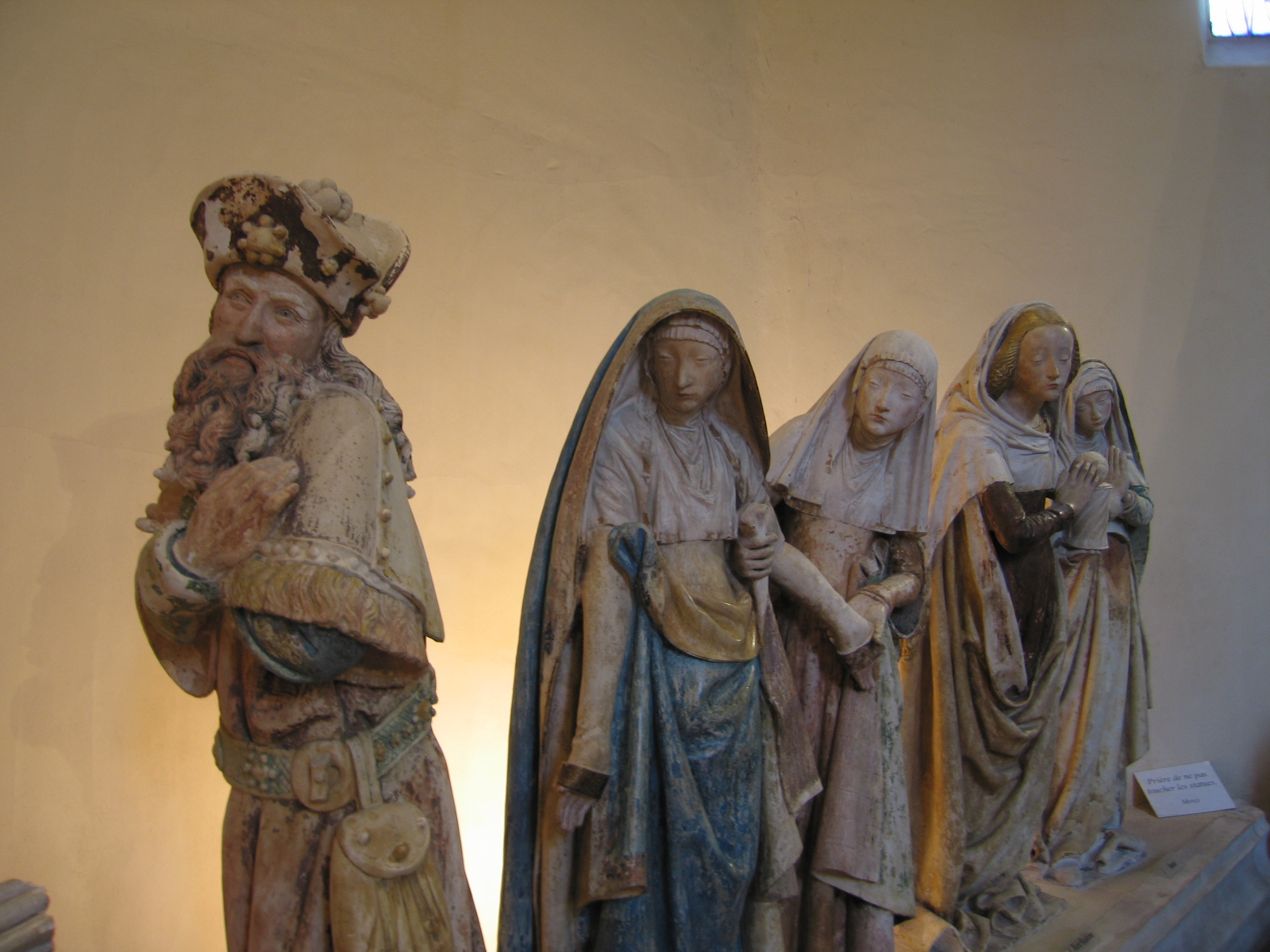
Mise au tombeau, groupe de droite.
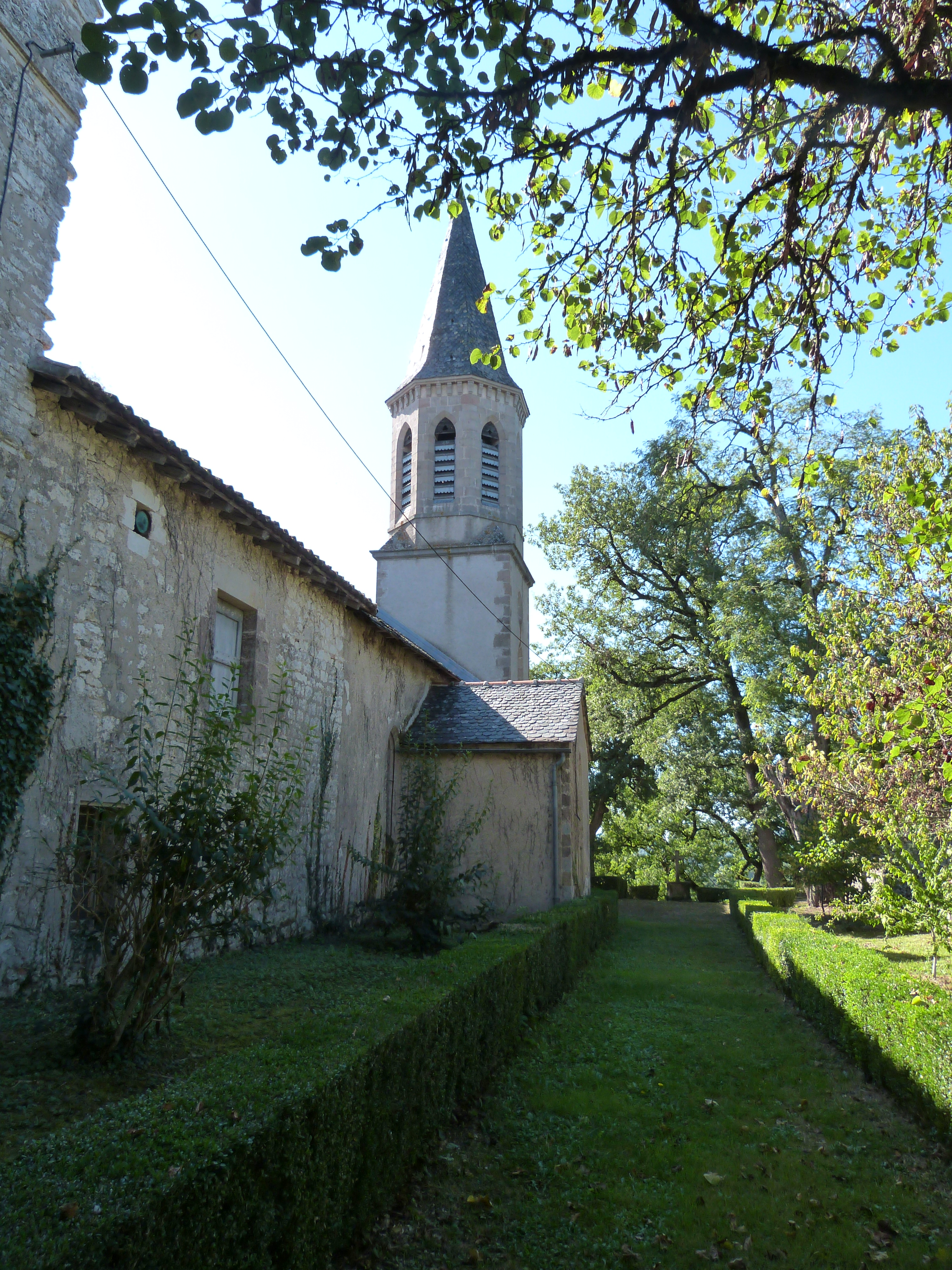
Église Saint-Hippolyte de Monestiés
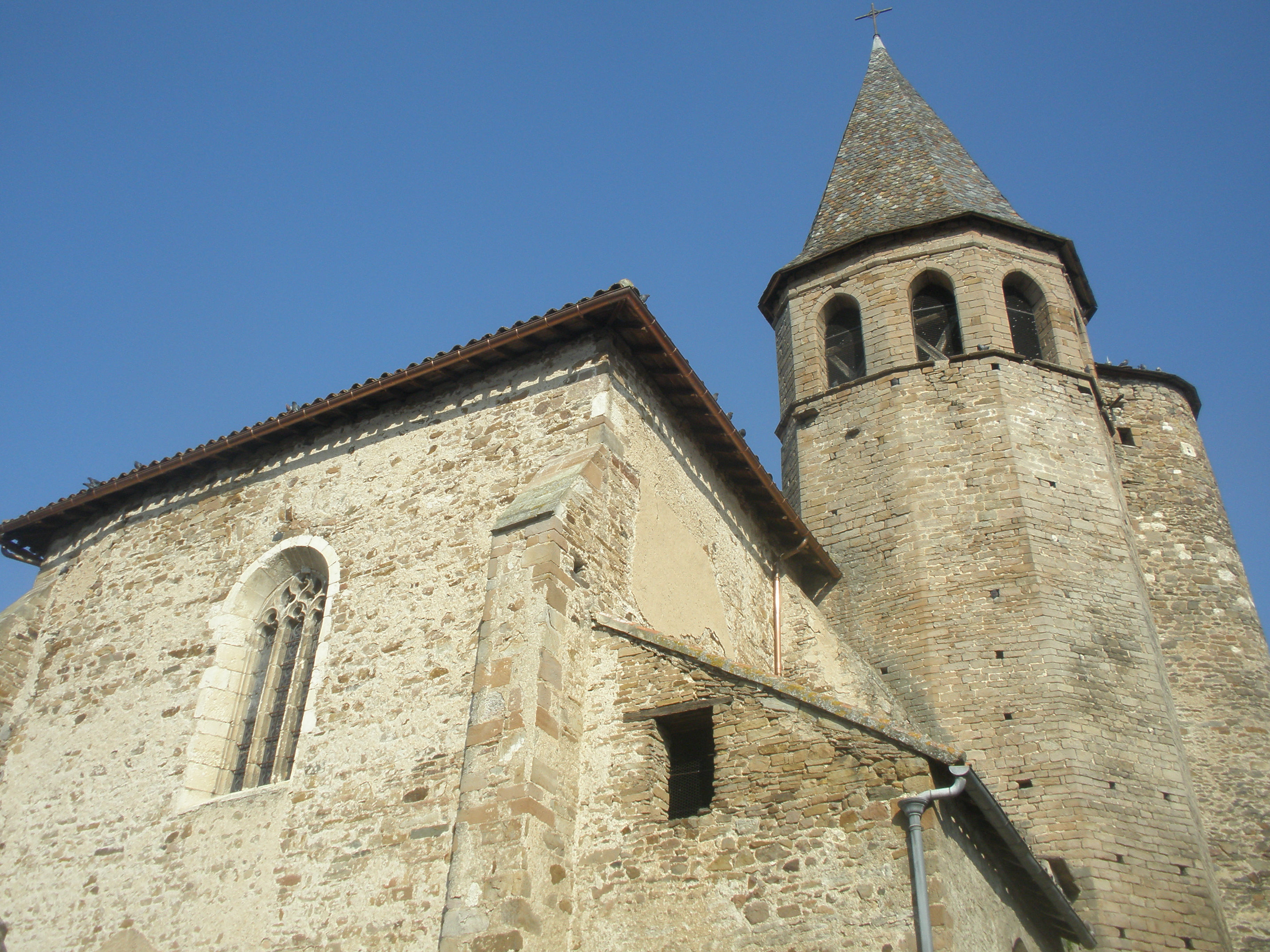
Église Saint-Pierre de Monestiés

### Personnalités liées à la commune
- Guillaume de Cerisay.
- Jean François Campmas (1746-1817), médecin et homme politique né à Monestiés, député aux États généraux de 1789.
- Pierre de Cardonnel, (1770 à Monestiés - 1829 à Paris), député du Tarn.

## Pour approfondir